# アクアビット

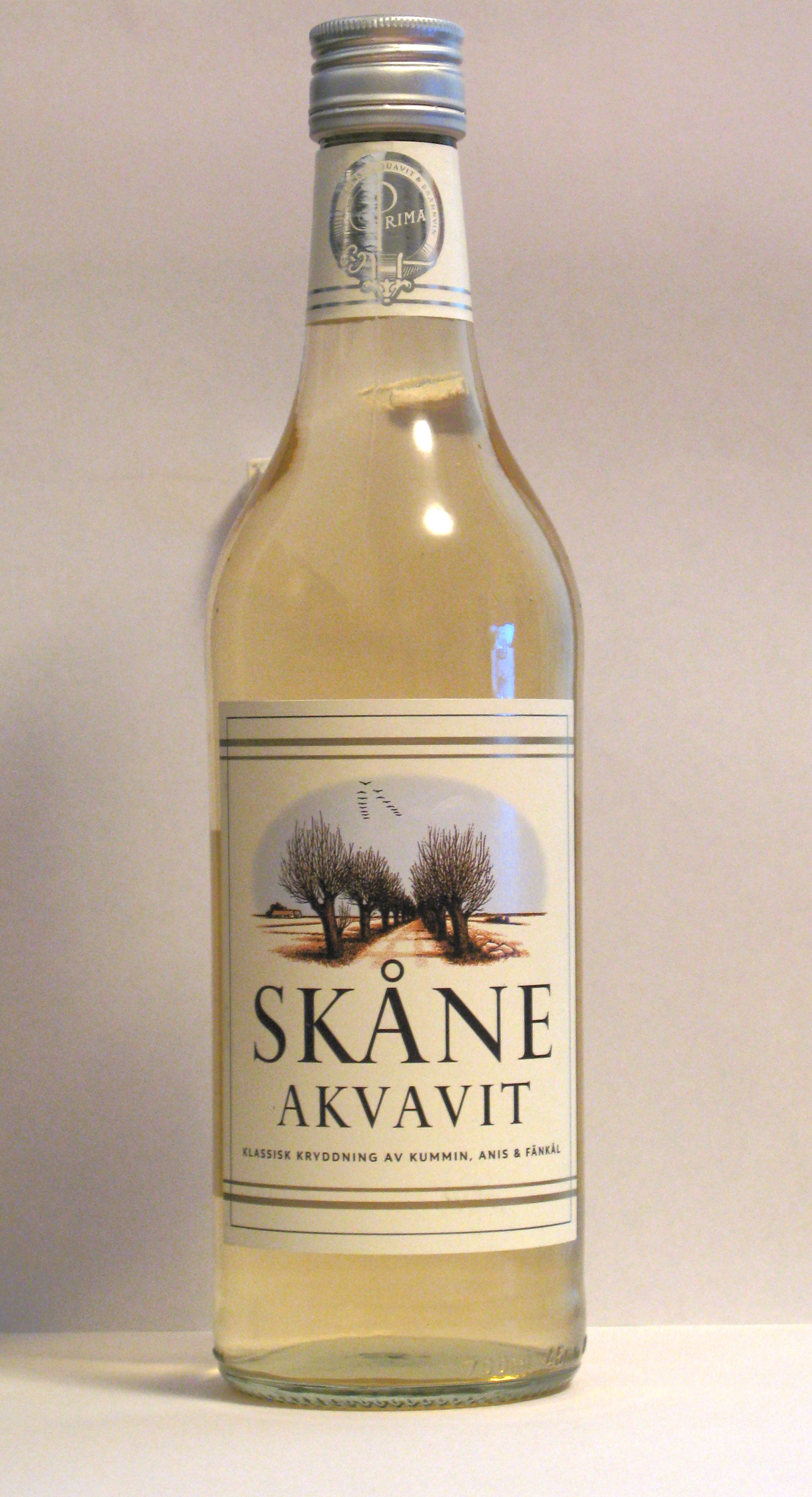
スウェーデンの『スコーネ』

アクアビット（丁/典: akvavit, 諾: akevitt, 独: Aquavit）は、ジャガイモを主原料とした蒸留酒である。デンマーク・スウェーデン・ノルウェー・ドイツで製造されている。

## 歴史
15世紀の『ストックホルム市財政報告書』にアクアビットに関する記録が見られ、これが現存する最古のアクアビットの記録といわれている。これによれば、当時のアクアビットはヨーロッパ大陸から輸入したワインを蒸留して製造していたとあり、現代では一般にブランデーとよばれるものであったと想像できる。その後、16世紀末に穀物が使われるようになり、18世紀には新大陸産のジャガイモを主な原料として、現代と同様のアクアビットが生産されるようになった。アイスランドにはアクアビットによく似た製法によるブレニヴィーンという蒸留酒がある。
なお、北欧にジャガイモが輸入されたのは、1756年にドイツで起こった七年戦争後であると言われる。戦争によってジャガイモが流入したことから、スウェーデンでは七年戦争は「ジャガイモ戦争」とも呼ばれている。

## 名称
アクアビットの語源は、「命の水」を意味するラテン語の aqua vitae （アクア・ヴィーテ）である。それが、フランス語では eau-de-vie（オー・ド・ヴィー）になった。そのゲール語訳の uisce beatha（ウィシュケ・ベァハ）に由来するウイスキーも同根である。

## 製法

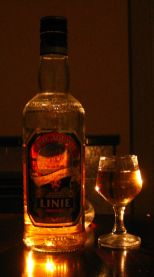
『リニエ』

ジャガイモを酵素や麦芽で糖化した後に発酵させ、蒸留する。これにキャラウェイ、フェンネル、アニスなどの香草で風味を付け、さらに蒸留する。この後、多くの銘柄は樽熟成をさせずに製品化されるため、無色透明のいわゆるホワイトスピリッツに仕上がる。ただし稀にではあるがノルウェーのリニエ (Linie) など樽熟成させる銘柄には色が付いている。

## 主要銘柄
デンマークで生産される銘柄
- オールボー

スウェーデンで生産される銘柄
- O.P.アンダーソン
- スコーネ
- ヘル・ゴーズ
- ハランズ・フレーデル

ノルウェーで生産される銘柄
- ギルド
- リニエ

ドイツで生産される銘柄
- ザンクト・ペトルス
- ボンマールンダー
- マルテーザー・クロイツ（直訳すると「マルタの十字」）
- キーラー・スプロッテ（直訳すると「キール風の燻製ニシン」）

アイスランドで生産される銘柄
- ブレニヴィン

## アクアビットを使ったカクテル
- コペンハーゲン
- デニッシュ・マリー （ブラッディ・マリーのベースをアクアビットに変更した時の名称）
- レッド・バイキング